# Gong (номерная радиостанция)
Gong, также известная как Gongs (англ. Гонги) или Chimes (англ. Куранты) — восточногерманская коротковолновая номерная радиостанция, вещавшая из городка Цеезен в Бранденбурге, где находился передатчик. Управление удалённо осуществлялось из Вернсдорфа. Вещание осуществлялось с 1970-х годов, последний выход в эфир состоялся в мае 1990 года. Предполагается, что радиостанцию использовали либо Национальная народная армия ГДР, либо Штази. По классификации ENIGMA станция нумеруется как G03.

## Использование

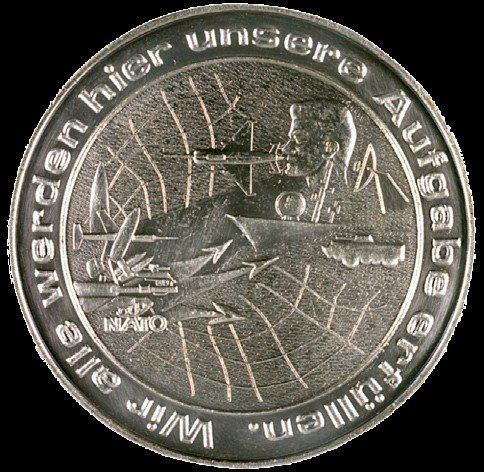
Памятная монета военной разведки Национальной народной армии ГДР

Своё название радиостанция получила по перезвону колоколов с часовой башни, который являлся позывным радиостанции и предшествовал началу радиопередачи — этот перезвон несколько раз проигрывался с плёнки. Предполагается, что радиостанцию использовали либо Национальная народная армия ГДР, либо Штази. Радиолюбитель Саймон Мэйсон писал, что впервые услышал эту станцию в 1971 году, но тогда позывным радиостанции была мелодия «соль — ля — си — до», сыгранная, предположительно, на электронном органе. Позывной звучал за пять минут до наступления следующего часа, после чего в эфире звучал женский голос, оглашавший шифровку. Голос говорил на немецком языке с восточногерманским акцентом.
Существует версия, что станция начала работу с 1970-х годов в самый разгар холодной войны и использовалась Штази и армией ГДР для передачи сообщения агентуре за Берлинской стеной. В то же время допускается, что станция существовала с ранних 1960-х. Трансляции управлялись одним человеком, который каждые 30 минут выходил в эфир и транслировал сообщения через микрофон с помощью аппарата синтезирования речи. В качестве шифровки сообщений агентами был использован Шифр Вернама («одноразовый блокнот»). Согласно одной из версий, способом пеленгации было установлено, что станция вещала из окрестностей города Кёнигс-Вустерхаузен недалеко от Берлина. Станция, использовавшая радиоэлектронное оборудование Штази, контролировалась военной разведкой (нем. Verwaltung Aufklärung) Национальной народной армии.

## Принцип вещания

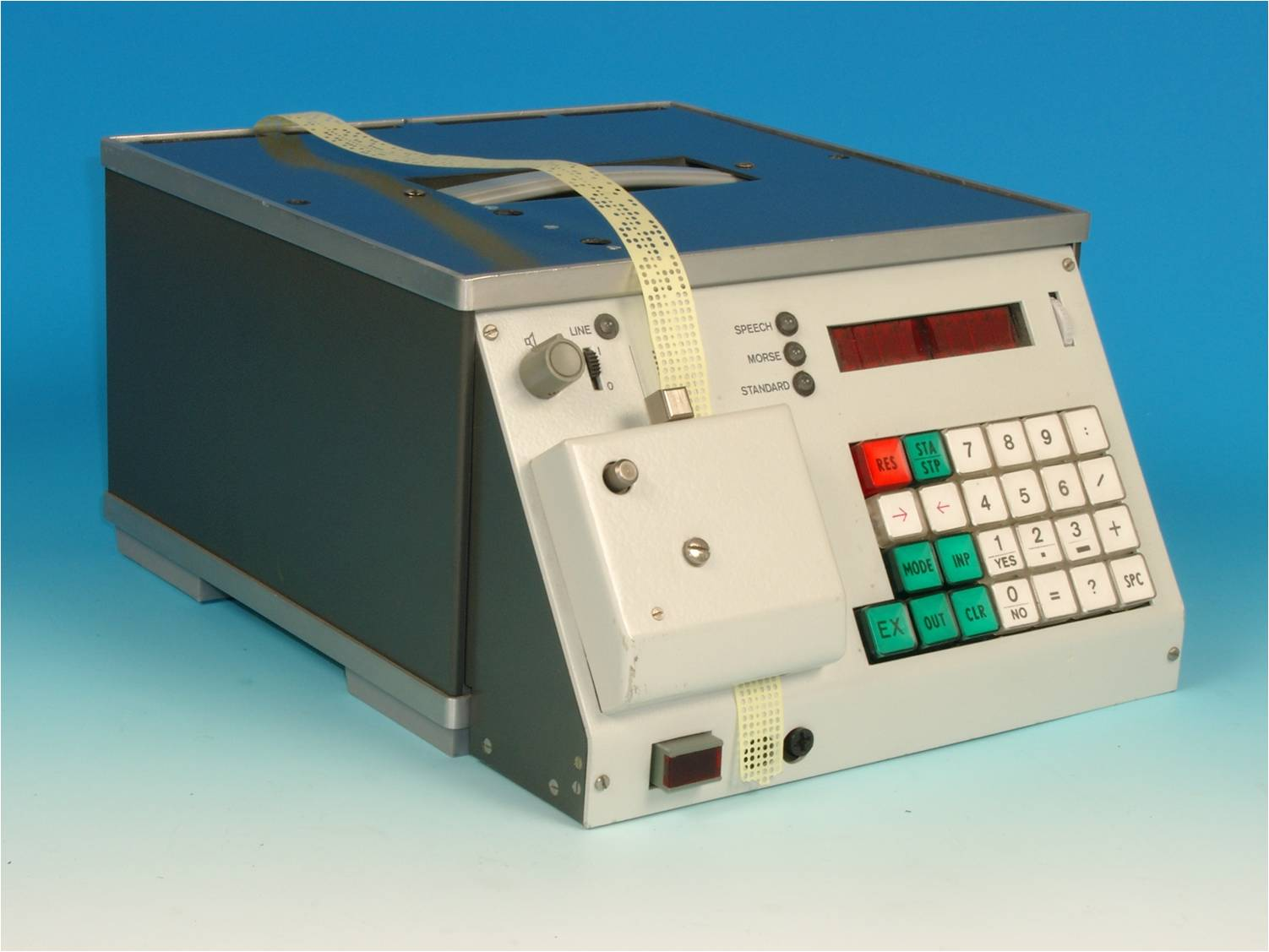
Аппарат Sprach Morse Generator

Как правило, за пять минут до начала трансляции сообщения шёл позывной сигнал, состоявший из восьми ударов колокола. Саймон Мэйсон пишет, что похожее звучание было у колоколов, которые предупреждали с берега экипажи кораблей о туманной погоде. Первые четыре удара были нисходящими (фа — ми — ре — до), вторые четыре — восходящими (ре — ми — фа — соль). Перед зачитыванием цифр женский голос произносил слово «Achtung!» (нем. Внимание!), после чего начинал зачитывать блоки цифр — сначала пять одиночных цифр, затем слово «Trennung» (нем. косая черта), а затем ещё две цифры. После того, как вся шифровка была озвучена, произносилось «Ende» (нем. конец), означавшее конец эфира. Все шифровки шли в течение пяти минут. По одной версии, две цифры могли обозначать группу агентов, которым предназначалось сообщение, по другой — номер минуты, на которой должно было прозвучать определённое сообщение.
Для озвучивания команд и цифр на радиостанции использовался цифровой генератор речи Gerät 32620, известный под рабочими названиями Sprach/Morse Machine и Sprach-Morse-Generator, а также прозвищем Stimme («Голос»). Этот генератор наряду с другими традиционно применялся Штази для передачи шифровок своей агентуре во всех странах мира. Высокий женский голос принадлежал жительнице ГДР, чьё имя из соображений конфиденциальности не раскрывалось: она проживала с 1961 года около радиостанции Кессельберг, откуда постоянно велось подобное вещание. В 1963—1964 годах, когда она находилась в декретном отпуске, то записала несколько слов на плёнку (счёт от ноля до девяти, слова «Achtung», «Trennung» и «Ende»), которые затем специально исказили так, чтобы невозможно было опознать говорившего; вся процедура записи прошла в подвале. Все записанные слова поначалу использовались для генератора речи Gerät 32028, известного под прозвищем Schnatterinchen («Резиновая уточка»), а уже потом стали звучать и благодаря другим генераторам — передача всех шифровок осуществлялась благодаря коротковолновым передатчикам. Позже эта же немка записала аналогичные слова на испанском в студии радиовещания ГДР в Берлине. В 2010 году женщина написала письмо, кратко рассказав свою историю участия в записи. Звучавший в эфире Gong голос был выше на несколько тонов. Похожий тон и темп голоса звучал на венгерской номерной станции Three Note Oddity, которая в классификации ENIGMA нумеруется как G04. Также похожими номерными радиостанциями являются станции под условными названиями G08 и M49, иногда к ним относят M41.
В 1970-е годы радиостанция выходила в эфир на частоте 3217 кГц каждый час с 18:00 по 21:00, а также на частоте 3820 кГц с 20:00 по 22:00 — на второй частоте повторялись сообщения, переданные на первой (скорее всего, для тех агентов, кто не успел прослушать передачу). Станция также следовала переходу на летнее время, подстраивая под него собственное расписание. На частоте 5820 кГц она выходила в эфир в 10, 11 и 12 часов, а на частоте 6450 кГц — в 8, 9 и 10 часов утра. Позже станция стала выходить в эфир каждые полчаса: в течение 10 минут звучали удары колоколов, прежде чем начиналась передача шифровки. Вскоре станция стала выходить по субботам только в 10 утра на частоте 5410 кГц, а в остальные дни — с 18:00 до 23:00 на частоте 3258 кГц. К концу существования ГДР станция выходила в эфир только на частоте 3258 кГц, вещая по утрам с 4 до 6 часов и вечером с 17 до 21 часа. Один раз Мэйсон зафиксировал вещание на частоте 5415 кГц в 21:00.

## Прекращение эфира
Со временем вещания плёнка износилась, и позывной сигнал станции видоизменялся: звуки ударов колоколов стали больше похожи на жужжания. Под самый конец своего существования станция стала выходить в эфир не чаще двух раз в сутки, иногда и вовсе не звуча в эфире. Станция окончательно вышла из эфира почти сразу после падения Берлинской стены. Последняя передача станции вышла, по разным данным, 9, 23 или 30 мая 1990 года.
В последнем эфире после звона колоколов прозвучали непонятные шумы, а затем сквозь звуки передатчика послышались голоса явно нетрезвых работников радиостанции, которые пропели отрывок из немецкой детской песенки «Alle meine Entchen» (нем. Все мои утята). Согласно интервью немецкого радиолюбителя Йохена Шефера, данному в 2003 году в эфире Deutschlandfunk, в тот день напившиеся офицеры Штази и Национальной народной армии таким символическим образом «попрощались» с прекратившей существование ГДР, осознавая, что для них фактически закончена служба. В то же время издание FUNKEMPFANG.DE в 2007 году утверждало, что это был неявный приказ со стороны руководства разведки всей агентуре «утятам» затаиться (нем. Köpfchen in das Wasser — «головки в воду») и при необходимости принять новые личности.